# قاعدة البيانات الجغرافية لآثار الشرق الأوسط - الأردن
قاعدة البيانات الجغرافية لآثار الشرق الأوسط - الأردن (بالإنجليزية: Middle Eastern Geodatabase for Antiquities - Jordan أو اختصارًا MEGA-Jordan أو MEGA-J) هو نظام قاعدة بيانات أردني مُحوسَب للمواقع الأثريّة. أنشأته دائرة الآثار العامّة عام 2011 بالتعاون مع معهد جيتي للحفاظ - لوس أنجلوس وشركة فارالون جيوغرافيكس - سان فرانسيكسو وبرعاية الصندوق العالمي للآثار والتراث - نيويورك.
يُعتبر هذا النظام نظامًا وطنيًا يستخدم أنظمة التوقيع العالمي (GPS) ونظام المعلومات الجغرافيّة (GIS). وقد صُمم باللغتين العربية والإنجليزية، ليصبح بمتناول الباحثين على شبكة الإنترنت ضمن قواعد وتعليمات مُحددة.

## نبذة تاريخية
أنشأت دائرة الآثار العامّة الأردنيّة عام 1990 أول نظام قاعدة بيانات مُحوسَبة للمواقع الأثريّة من نوعه في الوطن العربي، هو برنامج معلومات الآثار الأردنية المحوسبة (JADIS)، حيث استمر حتى عام 2002، تم في حينها تسجيل 10841 موقع أثري. ولقد قامت دائرة الآثار في عام 2007 بتوقيع مذكرة تفاهم لمدة أربع سنوات مع معهد جيتي للحفاظ وصندوق المعالم العالمي بهدف تطوير وتحديث برنامج معلومات الآثار الأردنية المحوسبة ليصبح قاعدة البيانات الجغرافية للآثار في الشرق الأوسط. ولقد تم إطلاق برنامج MEGA–J رسميًا في عام 2011.

## وصلات خارجية
- قاعدة البيانات الجغرافية لآثار الشرق الأوسط - الأردن (بالإنجليزية)